# 郑珣瑜
郑珣瑜（738年—805年12月11日），字元伯，郑州荥泽县（今河南省郑州市）人，唐朝官员，唐德宗、唐顺宗年间任宰相。郑余庆堂兄。

## 家世
郑珣瑜出自荥阳郑氏北祖第二房，祖父鄭長裕曾任许州刺史，父亲鄭諒曾任冠氏令。
郑珣瑜少孤，天宝十四年（755年）安史之乱爆发后，他携母亲进入陆浑山赡养并抚养弟妹，不回郑州。乱平后，转运使劉晏奏请补他为寧陵、宋城尉，山南節度使張獻誠表他为南鄭丞，他都谢绝不应。唐代宗大历六年（771年），郑珣瑜通过了諷諫主文科考试，被任为大理評事，后为了得到俸禄奉养母亲，求得调任陽翟丞，因政绩出众，被任为万年（组成都城长安的两县之一）尉。

## 唐德宗年间
唐代宗大历十四年（779年），崔祐甫拜相，升郑珣瑜为左補闕，又出任涇原帥府判官，又回长安任侍御史、刑部員外郎，后因母丧去职，期满后迁吏部任职。唐德宗贞元二年（786年），德宗诏令选择十个中央官员分任长安、洛阳地区的地方官，郑珣瑜检校本官吏部员外郎兼奉先（地近长安）令。次年五月，任为饶州刺史，后又回长安任谏议大夫，七年（791年）八月以给事中为中书舍人，八年（792年）十月，监外官考。共经四次升迁为吏部侍郎。
十一年（795年）三月，受任为河南、淮南水陆转运使，又任河南尹（即洛阳地区長官），尚未赴任，正逢唐德宗生日，按习惯，河南尹应该献马为寿礼。郑珣瑜手下的小吏请求挑选一匹马上献，郑珣瑜拒绝了：“还没上任就献礼，合适吗？”郑珣瑜为人严肃寡言，从不拿自己的私事拜托他人，人们也不敢打听他的爱好。到任洛陽后，清静惠下，减少赋税，增加津贴以便民。当时，夏绥节度使韩全义为蔡州四面行营招讨使正统帅十七道兵马攻打叛将吴少诚。河南地区负责将军队补给水运给韩全义，郑珣瑜将食物储存在阳翟，减少了百姓运粮的负担。韩全义和监军宦官对河南屡有索取，但除了有诏令授权的以外，其余数百封信函郑珣瑜都不理会。有下属担心他此举会冒犯了韩全义和宦官，郑珣瑜答道：“将军们作战，常以此为由索取。如果我的拒绝是罪，作为尹，我自当承担后果。我终不会浪费一万劳工的劳动成果。”郑珣瑜迎送中使皆有固定地址，差距不出马脚三五步。时人认为郑珣瑜对河南的治理堪比前任张延赏，又比张延赏更严肃、宽厚、正直。郑珣瑜又被召回再任吏部侍郎。郑珣瑜请尚书礼部考功二员外郎裴垍考校辞判，裴垍守正不受请托，考核务实。十九年（803年）十二月，他被任为门下侍郎，和高郢一同被授同中书门下平章事，为实质宰相。时德宗近臣嗣道王李实为京兆尹，以为了上贡而严酷抽税闻名。郑珣瑜对此不悦，讯问他：“京兆尹府的收入明细都当记载，多余的应当上交度支。你的贡品都是哪来的？”但李实正得宠，未因郑珣瑜讯问而受损。
当时集贤殿学士很多，德宗诏问神策军建置始末，中书省宰相不知，学士们也都不能对答，于是宰相们访求司勋员外郎兼史职蒋乂，蒋乂旁征博引回答得很详细明白，高郢和郑珣瑜相对叹道：“集贤殿有人了！”翌日，诏蒋乂兼判集贤院事。德宗想要文学之士，有人推荐校书郎李建，德宗问左右，郑珣瑜说：“臣在吏部时，当补校书者八人，其他人都是仗着贵势求官的，只有李建不是。”德宗喜，擢李建为左拾遗、翰林学士。

## 唐顺宗、唐宪宗年间
贞元二十一年（805年）正月，唐德宗崩，子唐顺宗继位，三月任郑珣瑜为吏部尚书，相位依旧。当时顺宗近臣王叔文权势很大，又和与郑珣瑜同列相位的韦执谊联盟。一次宰相们按例一起吃午饭时，王叔文闯入中书省看望韦执谊。有小吏拒绝王叔文入内，被斥退。韦执谊从座位上起身走开和王叔文说话。郑珣瑜和其他宰相杜佑、高郢停止用餐，等候韦执谊回来。过了一会儿，他们派小吏去查看，小吏报告：“王叔文索要饭食，韦宰相已和他一起用餐了。”杜、高都没敢多言，郑珣瑜却说：“我怎么还能在这里！”看看左右，命随从取马，一回家就卧床七天不起。而高郢却无所作为，时人因此认为郑珣瑜优于高郢。七月，顺宗病重，以皇太子李纯监国，时任银青光禄大夫、守吏部尚书、平章事、上柱国的郑珣瑜和高郢都被罢相。八月，顺宗传位李纯，李纯即唐宪宗，十月，郑珣瑜卒，贈尚書左僕射。太常博士徐复议谥文献，兵部侍郎李巽认为二谥不合《春秋》，请再议，徐复坚持二谥在周、汉皆有先例，且郑珣瑜是名臣，足以二谥。诏从徐复议，谥文献，后谥文宪。子郑覃、郑朗分别在唐文宗和唐宣宗年间拜相。后又赠太师。

## 评价
- 《册府元龟》：性公直严重少言，未尝以私徇人，而人望其风亦不敢干以私，所居皆有理绩。
- 欧阳修《新唐书》赞曰：“王叔文虽内连姏尹，外倚奸回，以攘天权。然是时太子已长，朝无嫌罅，若珣瑜、郢与杜佑等毅然引东宫监国，执退叔文辈，其力不难。顾循嘿苟安，所谓焉用彼相者矣。珣瑜一忿卧第，与郢、佑固位，二者亦不足相轻重云。”即认为郑珣瑜、高郢、杜佑足以毅然推戴皇太子监国、罢黜王叔文等，却只是苟安，没有尽宰相之责，郑珣瑜一怒之下卧床，也比苟安于位的高郢、杜佑好不到哪里去。

## 子孙
- 郑覃
- 郑朗
- 郑潛，字無悶
- 郑權
- 郑颙，太常少卿；妻子崔氏，穆宗朝宰相崔植女[20]
  - 郑氏，嫁宣宗朝宰相卢商之子河中少尹卢知宗[20]
- 郑冰
- 女儿，嫁范阳卢士牟，进士及第，任检校著作郎，兼侍御史、浙西观察判官[21]
- 女儿，嫁李戡，任华阴县尉[22]